# Silvio Soldini
Silvio Soldini (Milà, 11 d'agost de 1958) director de cinema, guionista i traductor italià, la família del qual és originària del cantó de Ticino.
És el germà del velista Giovanni Soldini.

## Biografia
Fill gran de l'enginyer Adolfo Soldini (industrial tèxtil i nàutic d'una família originària de Chiasso) i de Carlina Dubini.
Als 21 anys, Silvio Soldini va deixar la Facultat de Ciències Polítiques de la Universitat de Milà, i es va traslladar a Nova York per estudiar cinema a la Tisch School of the Arts de la Universitat de Nova York. D'aquesta experiència va néixer Drimage, el seu primer curtmetratge. Va tornar a Milà el 1982 on va començar a treballar com a traductor de sèries de televisió estatunidenques i com a ajudant de direcció de publicitat. L'afany pel cinema es va alimentar gràcies a la seva amistat amb un grup d'entusiastes (com Luca Bigazzi que després seria el seu director de fotografia) amb qui va dirigir Paesaggio con figure (1983) i Giulia in ottobre (1985). Juntament amb Giorgio Garini i Daniele Maggioni va fundar la productora Monogatari amb la qual va realitzar, el 1990, el seu primer llargmetratge L'aria serena dell'Ovest, a concurs a Locarno, una de les pel·lícules més representatives d'aquella tendència al renaixement que es deia Nuovo Cinema Italiano.
Autor culte i refinat, no és un simple hereu de la commedia all'italiana dels anys 50 i 60 encara que, com molts directors de la generació. anterior (De Sica, Monicelli, Comencini, Loy), Soldini ha demostrat que està a gust ambdós amb pel·lícules més desafiants, com ara Brucio nel vento, Un'anima divisa in due i Le acrobate, com amb comèdies sentimentals i atrevides , com ara Pane e tulipani, Agata e la tempesta, Il comandante e la cicogna. D'altra banda, la seva formació, per dir-ho així "acadèmica", el converteix en un autor sensible i preparat mentre que el seu cinema s'ha desenvolupat segons una notable unitat temàtica i formal: el simple rigor de la direcció, la concepció del cinema com a lent que llegeix la vida, la lleugeresa del tacte, són només alguns dels elements que contribueixen a definir l'estil mentre que la inquietud i la tensió per patir canvis són els temes forts que innerven les seves històries i personatges.
El 2007 va dirigir Giorni e nuvole que va ser seleccionad com a part de la secció oficial del 30è Festival Internacional de Cinema de Moscou.
És difícil, doncs, identificar un model de referència per a un director que, al contrari, ha sabut aportar la seva pròpia originalitat a la creació d'un cinema poc lligat a la tradició italiana i, en canvi, molt atent a un aspecte més ampli, gairebé universalista. abast fins i tot quan narra, com li passa sovint, històries de la província i de sentiments "simples". El 2014 el documental Per altri occhi - avventure quotidiane di un manipolo di ciechi va guanyar el Nastro d'argento com a millor documental. La idea de la pel·lícula li va sorgir a Soldini quan es va trobar sent tractat per un fisioterapeuta.
El 2017, Il colore nascosto delle cose protagonitzada per Valeria Golino i Adriano Giannini es va presentar, fora de competició, a la 74a Mostra Internacional de Cinema de Venècia. El 2019 va participar en la pel·lícula Interdependence, una pel·lícula episòdica sobre el tema del canvi climàtic, en la qual col·laboren 11 directors d'arreu del món. El seu episodi, filmat a Milà, és Olmo. 3/19, una pel·lícula protagonitzada per Kasia Smutniak, s'estrena el 2021.

## Filmografia
Llargmetratges
- Provvisorio quasi d'amore (1988) – episodi Antonio e Cleo
- L'aria serena dell'ovest (1990)
- Un'anima divisa in due (1993)
- Miracoli - Storie per corti (1994) – episodi D'estate
- Le acrobate (1997)
- Pane e tulipani (2000)
- Brucio nel vento (2002)
- Agata e la tempesta (2004)
- Giorni e nuvole (2007)
- Cosa voglio di più (2010)
- Il comandante e la cicogna (2012)
- Il colore nascosto delle cose (2017)
- Interdependence (2019) – episodi Olmo
- 3/19 (2021)

Migmetratges
- Paesaggio con figure (1983)
- Giulia in ottobre (1985)

Curtmetratges
- Drimage (1982)
- Femmine, folle e polvere d'archivio (1993)
- Dimenticare Biasca (1997)

Documentals
- Voci celate (1986)
- La fabbrica sospesa (1987)
- Musiche bruciano (1991)
- Frammenti di una storia tra cinema e periferia (1995)
- Made in Lombardia (1996)
- Il futuro alle spalle – Voci da un'età inquieta (1998)
- Rom Tour (1999)
- Un piede in terra l'altro in mare (2007)
- Quattro giorni con Vivian (2008)
- Un paese diverso (2008)
- Il sole non ignora alcun villaggio (2010)
- Per altri occhi – Avventure quotidiane di un manipolo di ciechi (2013)
- Un albero indiano (2014)
- Milano 2015 (2015) – episodi Tre Milano
- Il fiume ha sempre ragione (2016)
- Treno di parole. Viaggio nella poesia di Raffaello Baldini (2018)
- Un altro domani (2023)

## Reconeixements
- 1994: Miracoli, storie per corti - de Mario Martone, Paolo Rosa i Silvio Soldini.
  - Premi al millor curtmetratge italià de l'any - Menció especial al Festival Internacional de Cinema Juvenil de Torí, Itàlia.
  - Premi FEDIC, menció especial al Festival de Cinema de Venècia, Itàlia.
- 2000: Pane e tulipani di Silvio Soldini
  - David di Donatello al millor director, Itàlia.[7]
  - David di Donatello al millor argument, Itàlia.
  - Ciak d'oro - Millor director
  - Ciak d'oro - Millor guió per Pane e tulipani
  - Premi de Plata al cinema estranger del Gremi de les Arts Germàniques, Alemanya
  - Nastro d'argento al millor director del sindicat nacional italià de periodistes de cinema, Itàlia.
  - Nastro d'argento al millor guió per la Unió Italiana de Periodistes de Cinema, Itàlia.
  - Golden Arena al millor guió de la competició europea al Festival de Pula, Croàcia.
  - Premi del jurat al millor guió pel·lícula descoberta al American Comedy Arts Festival a Aspern Colorado, EUA.
- 2014 : "Per Altri Occhi" : Nastri d'argento 2014 al millor documental.[8]
- 2019: "Treno di parole. Viaggio nella poesia di Raffaello Baldini" Premi al millor documental italià de l'any, concurs "Extra Doc Festival" - Fondazione Cinema per Roma, Cityfest MAXXI, Museu Nacional d'Art del Segle XXI - Alice nella Città